# شهرستان تیلور (ویرجینیای غربی)
شهرستان تیلور، ویرجینیای غربی (به انگلیسی: Taylor County, West Virginia) یک سکونتگاه مسکونی در ایالات متحده آمریکا است که در ویرجینیای غربی واقع شده‌است.

## خصوصیات
شهرستان تیلور ۴۵۵٫۸۴ کیلومترمربع مساحت دارد.